# 오버로크

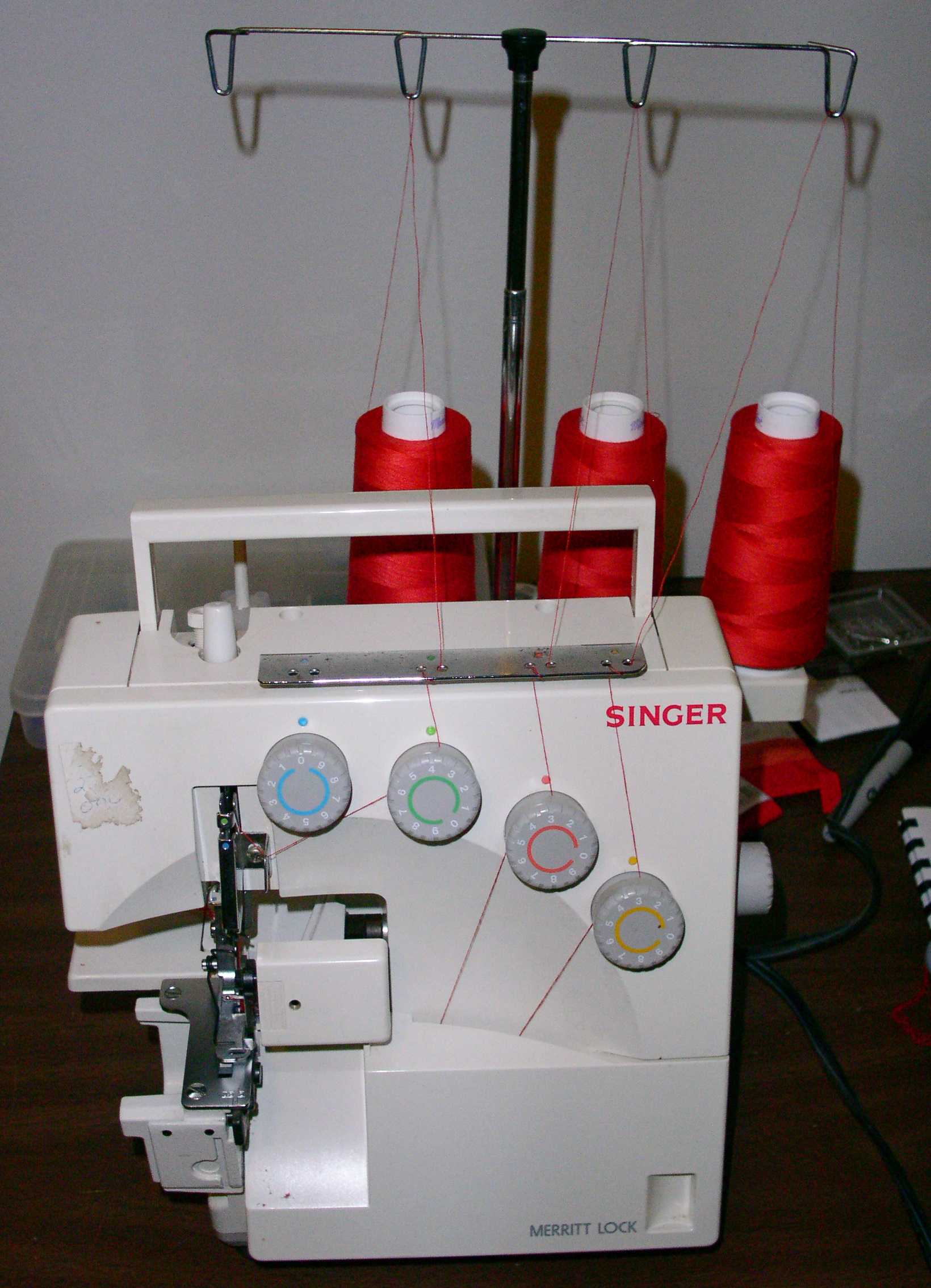
오버로크 기계

오버로크(overlock)는 한 장 이상의 천 위에 바느질하는 바늘땀의 한 종류이다. 산업용 기계인 오버로크 재봉틀을 이용하여 가장자리를 처리한다.

## 역사
오버로크 바늘땀은 1881년 메로 수잉 머신 컴퍼니(Merrow Sewing Machine Company)가 발명하였다.

## 종류

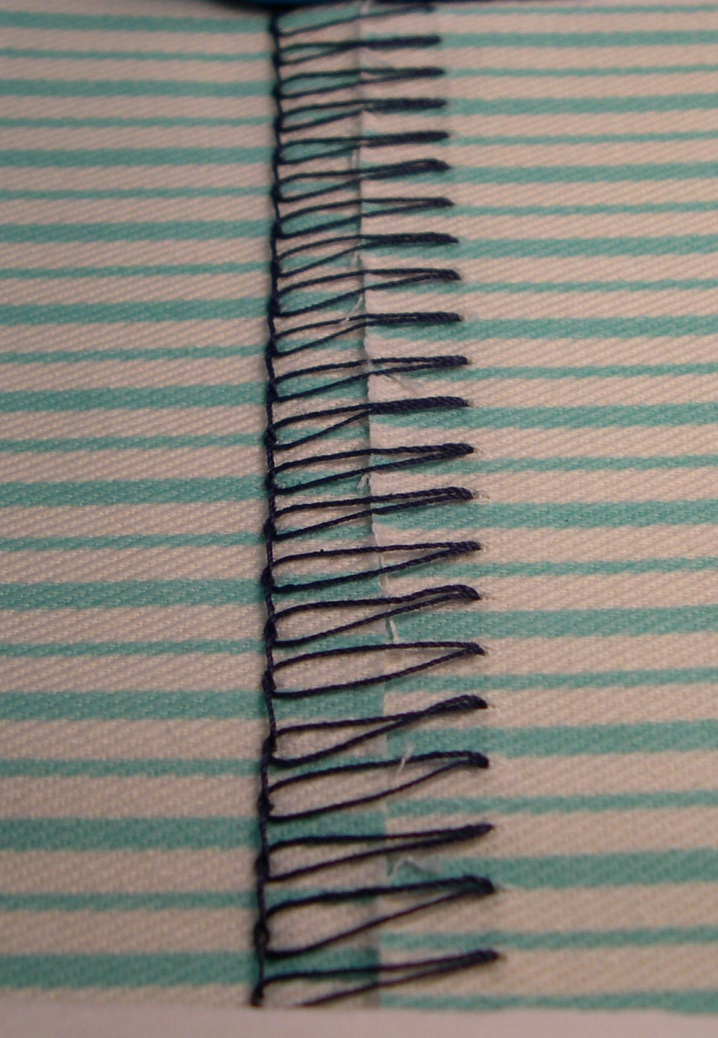
1-thread, 5/8" wide, 12 stitches per inch
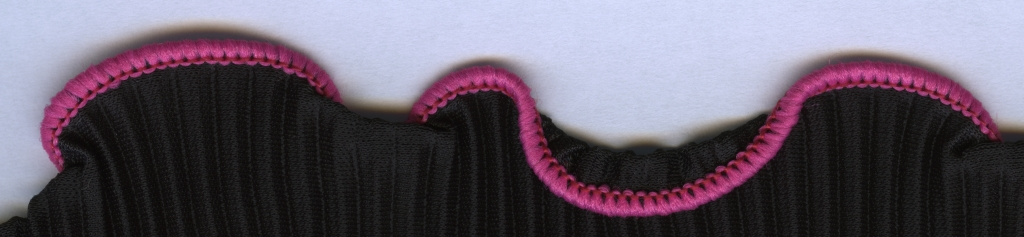
2-thread, 1/8" wide, 20 stitches per inch, with differential feed
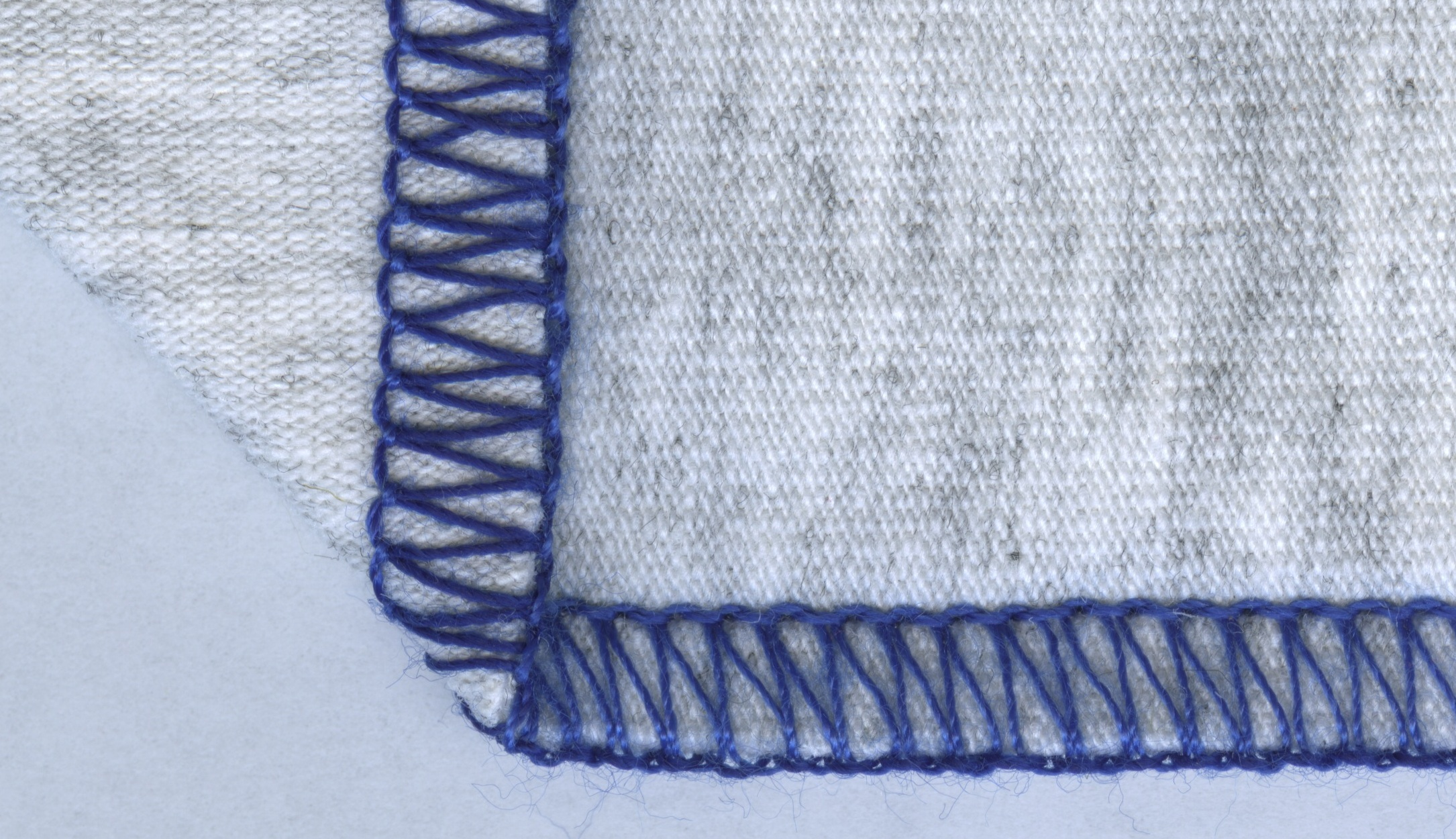
3-thread, 5/32" wide, 17 stitches per inch
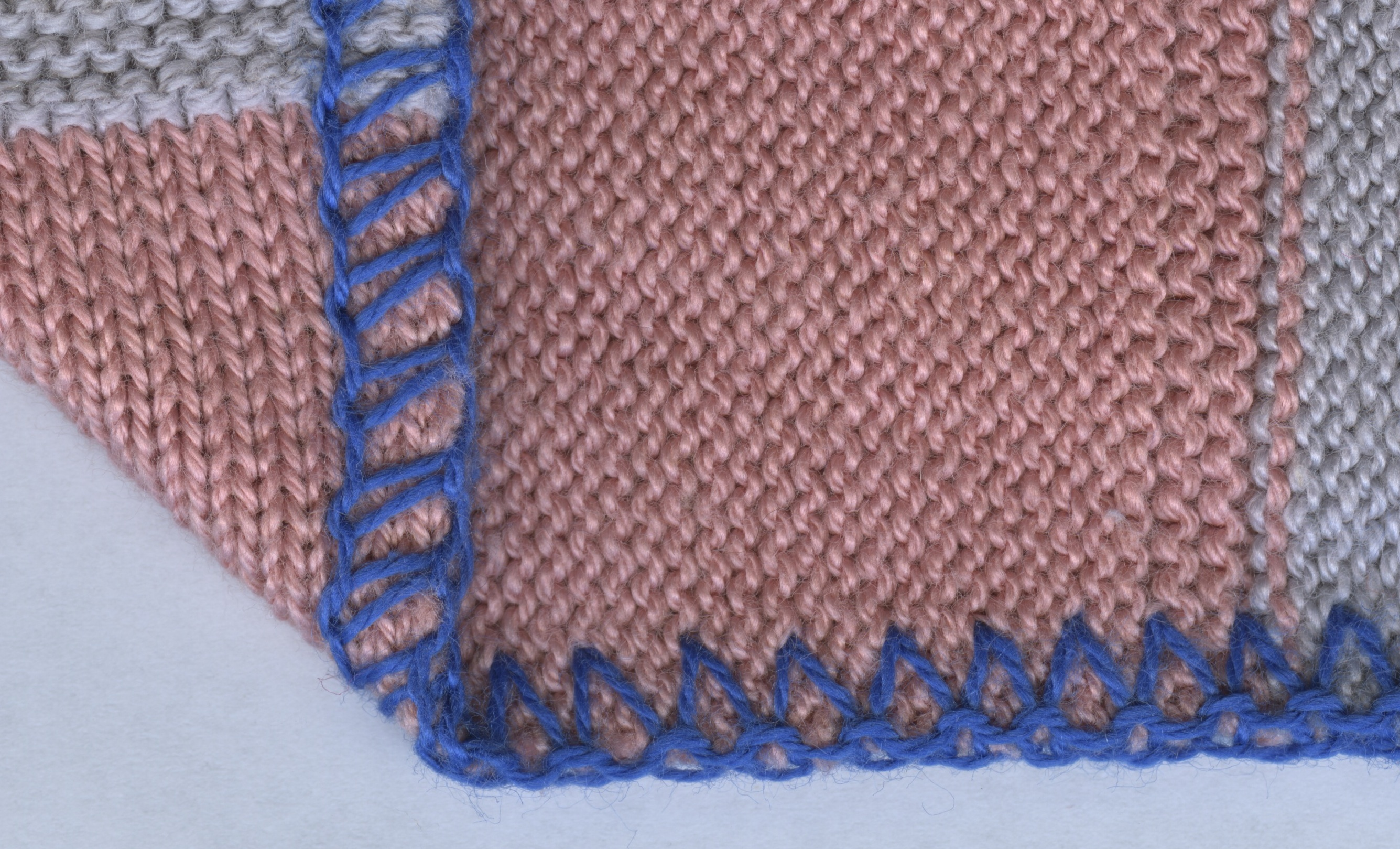
3-thread, 1/4" wide, 7 stitches per inch